# Taenaris leto
Taenaris leto är en fjärilsart som beskrevs av Hans Fruhstorfer 1905. Taenaris leto ingår i släktet Taenaris och familjen praktfjärilar. Inga underarter finns listade i Catalogue of Life.